# Christopher LaNeve

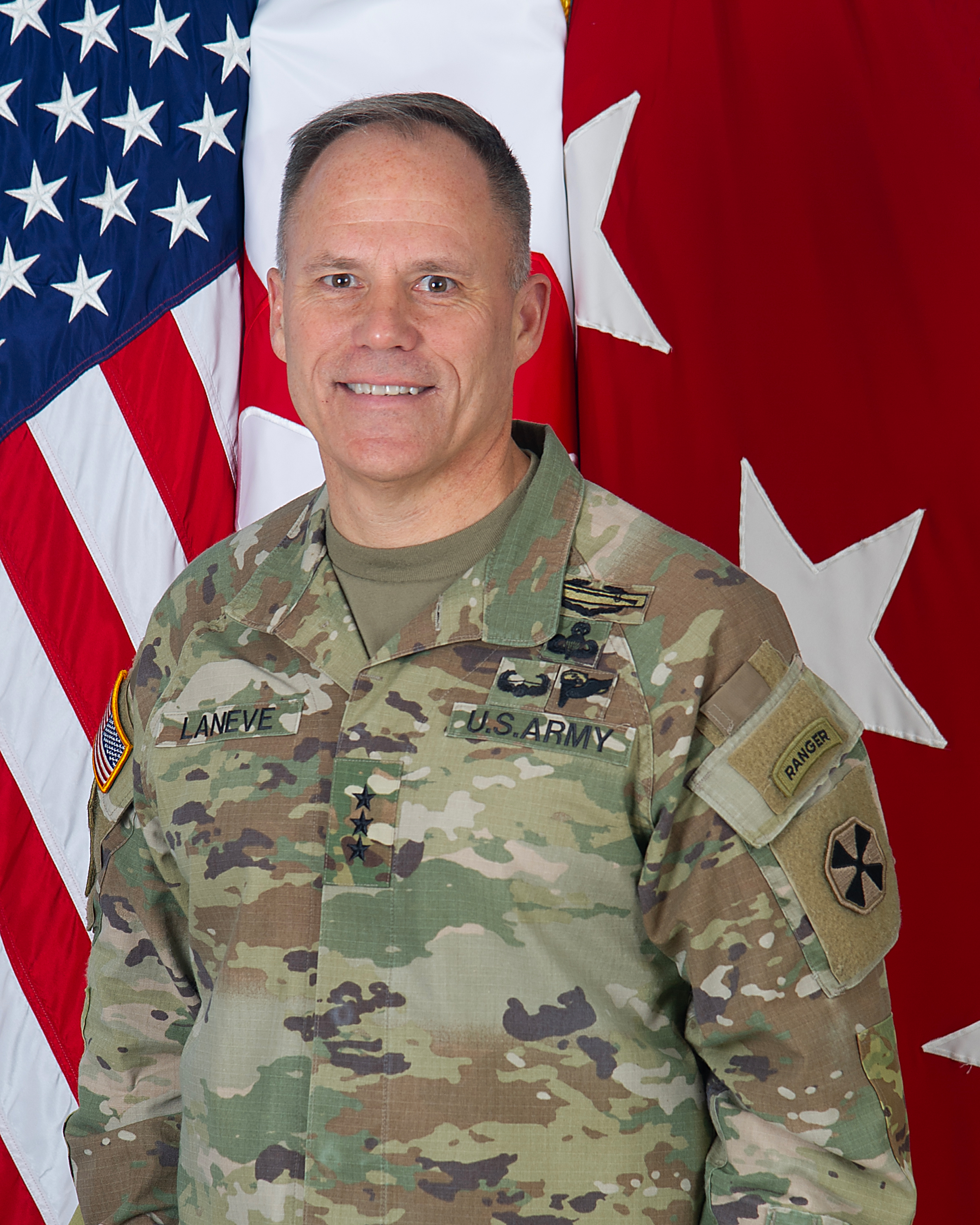
Christopher C. LaNeve

Christopher C. LaNeve (* um 1968) ist ein Generalleutnant der United States Army. Unter anderem kommandierte er die 8. Armee.
Über das ROTC-Programm der University of Arizona gelangte er im Jahr 1990 in das Offizierskorps des US-Heeres. Dort wurde er als Leutnant der Infanterie zugeteilt. In der Armee durchlief er anschließend alle Offiziersränge vom Leutnant bis zum Drei-Sterne-General.
Im Lauf seiner militärischen Karriere absolvierte Christopher LaNeve verschiedene Kurse und Schulungen. Dazu gehörten unter anderem der Infantry Officer Basic Course, der Infantry Officer Advanced Course, die Combined Arms Services Staff School und das Command and General Staff College. Außerdem erhielt er einen akademischen Grad von der Central Michigan University.
In seinen jüngeren Jahren absolvierte er den für Offiziere in den niederen Rangstufen üblichen Dienst in unterschiedlichen Einheiten und Standorten. Dazu gehörten auch Aufgaben als Stabsoffizier in verschiedenen Hauptquartieren. In der Folge kommandierte er militärische Einheiten auf fast allen Ebenen bis hin zum Armeekommandeur. Zu seinen Aufgaben als Stabsoffizier gehörten Verwendungen beim Heeresministerium und bei der Defense Intelligence Agency.
In Afghanistan leitete er die Stabsabteilung G3 für Operationen der Combined Joint Task Force 82 im dortigen Regionalkommando Ost. Danach übernahm er die Leitung der Stabsabteilung G3 für Operationen der 82. Luftlandedivision. Nach weiteren Verwendungen, unter anderem auch wieder in Afghanistan und als Brigadekommandeur bei der 1. Panzerdivision erhielt, LaNeve im Mai 2018 das Kommando über das 7th Army Training Center in Grafenwöhr. Am 2. April 2018 erreichte er mit seiner Beförderung zum Brigadegeneral die Generalsränge.
Christopher LaNeve behielt sein Kommando über das 7th Army Training Center bis zum Juni 2019. Daran schloss sich eine Versetzung zum Heeresministerium in Washington, D.C. an, wo er Abteilungsleiter in dessen kombinierter G3/5/7-Stabsabteilung war (Director, Operations, Readiness and Mobilization, Office of the Deputy Chief of Staff, G-3/5/7, United States Army, Washington, DC). Diese Aufgabe übte er zwischen Juli 2019 und Mai 2021 aus. In diese Zeit fiel am 23. Februar 2021 seine Beförderung zum Generalmajor.
Es folgte eine Versetzung zum Fort Liberty (vormals Fort Bragg) in North Carolina. Dort leitete LaNeve zwischen Juni 2021 und Februar 2022 die kombinierte Stabsabteilung G3/5/7 des United States Army Forces Commands. Im März 2022 erhielt er als Nachfolger von Christopher T. Donahue das Kommando über die ebenfalls in Fort Liberty (Fort Bragg) stationierte 82. Luftlandedivision. Dieses Kommando hatte LaNeve bis zum 17. November 2023 inne als J. Patrick Work seine Nachfolge antrat. Auch nach dem Ende seiner Zeit als Divisionskommandeur verblieb LaNeve in Fort Liberty, wo er zum Stab des United States Forces Command zurückkehrte und dort bis März 2024 die Funktion des Special Assistant to the Commanding General ausübte. Am 5. April 2024 erfolgte seine Beförderung zum Generalleutnant. Gleichzeitig erhielt er als Nachfolger von Willard Burleson das Kommando über die in Südkorea stationierte 8. Armee. Gleichzeitig ist er Stabschef beim kombinierten Kommando, das aus dem United Nations Command, dem gemeinsamen amerikanisch-südkoreanischen Truppenkommando und den United States Forces Korea, besteht. Am 16. April 2025 wurde er zum Verteidigungsministerium versetzt, wo er seitdem als Senior Military Assistant to the Secretary of Defense tätig ist. 